# Polypauropus legeri
Polypauropus legeri är en mångfotingart som beskrevs av Paul Auguste Remy 1940. Polypauropus legeri ingår i släktet Polypauropus och familjen Polypauropodidae. Utöver nominatformen finns också underarten P. l. propinquus.